# かみぱに!
『かみぱに!』はクロシェットが2008年3月28日に発売した18禁恋愛アドベンチャーゲームである。

## 概要
ブランドクロシェットの処女作。2007年7月1日に公式ホームページ上で制作が発表された。『ボーイミーツガール』（フロントウイング）で人気を博したイラストレーター、しんたろーの新作ということで注目を浴びた。開発当初は『かみさまくるくるぱにっく!』という名称だった。
2007年12月21日に発売が予定されていたが、作品のボリュームが当初の予定を遙かに上回る規模になったという理由で2008年2月29日に延期、さらにグラフィック部分を強化するという理由で3月28日に再延期された。このときは2月15日に公式ホームページ上で、クロシェットの代表がお詫び文を掲載している。この中で、「“クロシェット”というブランドが原画のしんたろーさんあってのブランドと考えており、故にグラフィック部分に関しての妥協は一切出来ないと認識している」と記載されている。
2009年1月30日には通常版が、クロシェット第2作『スズノネセブン!』と同時に発売された。
2012年8月27日からGREEをプラットフォームにAbyss Gateにより全年齢向けソーシャルゲームとして配信されている。
2013年4月9日からにじよめをプラットフォームにエイシスにより18禁向けソーシャルゲームが配信されている。

## あらすじ
高齢のため東京に住む両親との同居を決めた祖母と入れ替わり、瀬戸内海に面する田舎町、天水町（あまみちょう）で一人暮らしを始めた主人公。天水町は小さい頃から夏冬の休みの度に遊びに来ていた思い出の地であった。
隣に住む同い年の幼馴染、連絡を取り合っていた生徒会長との再会。神社の巫女である先輩。そして主人公に続いて天水町へきた妹。穏やかで、そして楽しい学園生活は続くかと思われた。
そんなある日、神を名乗る女の子が彼らの前に現れ、主人公の家に押し掛けてきた。

## 登場人物

### 主人公
香原 智之（かはら ともゆき）
声：－
本作の主人公。泉ヶ森学園（いずみがもりがくえん）2年生。
束縛のない自由な時間を満喫したいという理由で、両親に一人暮らしを要求した。高齢になった祖母が東京に住む両親との同居を決めたため、入れ替わりで天水町にある祖母の家に暮らすこととなった。しかし念願の一人暮らしは妹の瑞希が来たため、たった2ヶ月で終了する羽目になる。
天水町には小さい頃から三年前まで夏冬の長期休暇の度に遊びに来ていたため、恵や天音といった知り合いも多い。
ノリはよいがややお調子者で、デリカシーに欠けるところもあるが、頑張り屋で根は優しい。恋愛方面では少し鈍い。

### メインヒロイン
片瀬 恵（かたせ めぐみ）
声：風音
血液型：A型　身長：162cm　3サイズ：85(D)/58/86
智之の隣の家に住む幼馴染。泉ヶ森学園の2年生で、智之のクラスメイトである。
智之と瑞希が天水町に来るたびにいっしょに遊んでいた。片瀬の家と智之の祖母が家族ぐるみの付き合いであったため、智之の祖母や両親からの信頼も厚く、智之の世話を直々に頼まれている。両親と三人暮らしをしている。
成績優秀でスポーツも出来る万能タイプ。家事が得意であり、智之の家の世話の大部分をサポートしている。特に料理は智之も瑞希も苦手なため、買い物の段階からほとんどを任されている。
優しく素直な性格だが、正論を建前とした押しに弱いところがある。根は真面目で世話好き。恵の部屋の隣が智之の部屋であることから、窓から部屋に入ってくることも多い。
智之に淡い思いを抱いており、周囲もそれを認めるところだが、とある事情によりそれを言い出せない。
香原 瑞希（かはら みずき）
声：佐本二厘
血液型：A型　身長：154cm　3サイズ：80(C)/55/82
智之の妹。泉ヶ森学園1年生。
一人暮らしを始めた智之の世話役・監視役として、天水町へやってくる。そのため、東京で合格した学園はたった1ヶ月で転校する羽目になる。
1〜2年前までは智之と仲がよかったが、現在は最悪の状態で「バカ兄」呼ばわり。喧嘩もしょっちゅうで、すぐに鉄拳が飛び、ときには足蹴にすることもある。理不尽な暴力を智之に浴びせることもしばしばある。ただし人前では猫を被って「お兄ちゃん」と呼んでいる（が、恵などには猫を被っていることはバレている）。
智之の前以外では明るく元気なのだが、強気で意地っ張りのところもあるため、特に教師からの受けがよくない。家事はそれなりにできるが、料理は苦手である。
小さい頃からいっしょに遊んでいた恵のことは慕っており、「メグねえ」と呼んでいる。
実際には今も智之を好いている（つまりブラコンでツンデレ）。1〜2年前に男子に告白された時にがんじがらめにしてほしくて智之に相談したが、予想を裏切られたため上記のような状態になった。
彼女のルートでは途中からお兄ちゃんに呼び方が戻る。
天泉森雨古依命（あまいずみもりあめこよりのみこと）
声：安玖深音
血液型：?型　身長：???cm　3サイズ：??/??/??
財布を落として探していた智之たちが、御劔神社（みつるぎじんじゃ）で出会う、自称神を名乗る女の子。神であることを信じない智之たちの前で、瑞希を宙に浮かせたり、飼い犬のイチローを喋らせたりと、様々な力を見せつける。
正体は御劔神社の祭神で、天水町の地を司っている。数日前の暴風雨で鳥居が壊れたため、神社の鳥居が直るまでの仮住まいということで、智之の家の居間を行宮に定め、勝手に居座る。名前が長すぎるため、周囲は「古依」（こより）と呼んでいる。泉ヶ森学園に編入し、智之たちのクラスメイトとなるが、人間界の文化や風習に疎い。
気が強く、我が儘でかつ幼稚。見た目は小さく幼いが、そのことを指摘されると怒り出す。特に智之に対しては、天罰と称して雷を落とす。その威力はかなりのものであるが、同時に治癒の術も掛けているため、怪我をすることはない。
九条 天音（くじょう あまね）
声：桜川未央
血液型：B型　身長：163cm　3サイズ：88(E)/58/87
泉ヶ森学園2年生で、第六代生徒会長。智之たちとはクラスが隣である。
恵ほどではないが、智之とは小さい頃からいっしょに遊んでいた。智之たちが天水町に来なくなってからも、メールでやり取りをしていた。
秩序にはうるさいところがあるものの、根はお祭り大好き少女であり、学園での人気は高い。引き受けたことに対しては全力で取り組む性格である。仲のよい相手には無防備に密着してくるため、相手をどぎまぎさせるのだが、本人は異性に興味がない。
目が悪く、普段はコンタクトレンズをしている。夜は10時に寝る人。両親と三人暮らしをしている。料理は得意な方。プロレスを見るのが好きで、たまにプロレス技を仕掛けてくる。
クロシェットの第2作『スズノネセブン!』の予約キャンペーン特典ドラマCD「天罰？ 魔法？ 鳴る丘のストレンジャー!」では、『スズノネセブン!』のヒロイン三峯美奈都（声：桜川未央）と天音のコラボレーションがある。
霧島 乃々香（きりしま ののか）
声：楠鈴音
血液型：O型　身長：165cm　3サイズ：95(G)/60/96
泉ヶ森学園3年生。天水町に古くからある御劔神社の一人娘。普段は巫女として家業を手伝っている。
恵の幼馴染で、智之とは恵の紹介で知り合う。ただし神社でよく遊んでいた子供の頃の智之たちを知っていた。
やさしくておっとりとした、親しみやすい性格である。しかし巫女装束のまま登校しようとするなど、ドジで天然ボケのところがあり、押しが弱くて人の意見に流されやすい。成績は優秀だが、運動神経は悪い。料理は苦手としている。宮司である祖父と二人暮らしをしている。
祈祷や地鎮祭の仕事が来るように神に祈るなど、神社の経済状態はあまりよくない。鳥居が直せないことに責任を感じており、古依には全く頭が上がらない。
巨乳であることがコンプレックスである。

### サブキャラクター
道満寺 ヒカル（どうまんじ ひかる）
声：まきいづみ
泉ヶ森学園3年生。学園経営者の息子で、勝手に風紀委員長を務めている。
小さくて可愛い容姿をしているが、自他共に認める変態で腹黒な性格である。女子制服やビキニを着用するなどの女装癖があるが、違和感がない。学力は高いが、精神年齢は幼い。
家は寺であり、一族は複数の会社を経営している。学園卒業後は頭を丸め、住職の修行を始めることが決まっているが、本人は嫌がっている。霧島家とは家族ぐるみの付き合いであり、乃々香とは幼馴染である。
小さい女の子が大好きで、幼女と付き合っている。古依に心酔し、古依のしもべ第二号となる。
北里 愛梨（きたざと あいり）
声：一色ヒカル
智之たちがよく集まる洋食レストラン「アカボシ」の女店長。未亡人であり、もうすぐ30歳になる。
旦那であり、オーナーであった昌孝（まさたか）を7年前にガンで亡くしている。昌孝は御劔神社と天水町の間で色々と動いていたため、霧島の家とは色々な付き合いがある。
料理の腕は確かだが、ネーミングセンスは悪い。智之たちの相談に乗るなど、頼りがいのある面倒見のよい姉的存在。
再婚してほしいという夫の遺言を守るべく努力しているが、いまだその願いは叶っていない。そのため、言ってはいけないNGワードが色々とある。怒ると怖く、切れた愛梨に近づくなという町の言い伝えがある。
喋ることができるようになったイチローとの、種族を超えた愛を叶えることに燃えている。
イチロー
声：京都鉄
智之の祖母が飼っていた雄のパグ犬。東京には連れていけないことから、智之たちと一緒に住んでいる。
古依の神の業によって人間の言葉が話せるようになり、古依のしもべ第一号となる。その声はダンディであり、愛梨の夫であった昌孝にそっくり。女性には甘いが、智之のことは見下しており、家での序列も智之より上と自ら位置づけている。しかし鈍い智之に助言をしたり、いい相談役になったりする。

## 用語
天水町（あまみ）
舞台になる地方都市。瀬戸内海沿岸に位地している。かなりの田舎町で、つい最近までは昔ながらの商店街しかなかったが、近年になって大型のショッピングモールが進出し、恵たちもよく買い物に訪れている。
御劔神社（みつるぎ）
町内にある神社。古依を祀っている。乃々香の実家でもある。数日前の暴風雨で鳥居が損害したが、神社の財政難でそのままになっている。
天ノ森学園
主人公たちが通う私立学園。ヒカルの父が運営している。町で唯一の学園だが校舎は新しく設備も充実している。
アカボシ
町の商店街の一角にある老舗洋食屋。町内では有名で、主人公たちもしばしば利用してる。元々は愛梨の夫の昌孝の店だったが、彼亡き後は愛梨が切り盛りしている。

## ゲームシステム
最初にクリアが可能なのは瑞希、天音、乃々香。序盤の共通パートにおける選択肢によって3人の好感度が上昇し、攻略が可能になる。ルート選択画面でヒロインを選択した後は一本道となる。ただし乃々香のHシーンのみ、選択肢が存在する。
恵は、瑞希、天音、乃々香の3人を攻略した後、初めて攻略が可能になる。古依は、恵を攻略した後、初めて攻略が可能になる。

## スタッフ
- 製作統括：たろ3
- キャラクターデザイン・原画：しんたろー
- シナリオ：ヤマグチノボル、秋史恭、北川晴、Hatsu
- CGチーフ：U-1
- オープニングムービー：I.F.O（XERO）
- ディレクター：スズキさん
- BGM：マッツミュージックスタジオ
  - オープニングテーマ：「これからmemories」
歌：Rita、作詞：紺野比奈子、作曲：五十嵐芳樹
  - エンディングテーマ：「二人の時間」
歌・作詞：癒月、作曲：たくまる、編曲：Morrigan
  - グランドエンディングテーマ：「スタート」
歌・作詞：癒月、作曲：dai、編曲：Morrigan

## 関連商品
饅頭
- 『あまねのあま〜い○んこ』

ゲームの発売と同時にラオックスアソビットシティで売られていた饅頭。
オリジナルサウンドトラック
- 『かみぱに!　オリジナルサウンドトラック』

発売：2008年4月16日　B0013FCOSC
ティームエンタテインメントより発売。BGMおよび主題歌、エンディングテーマのフルバージョンを収録している。ジャケットは古依と天音。
小説
- 『かみぱに!　九条天音の夏休み』 ※18禁作品

キルタイムコミュニケーション刊　2008年8月30日発売　ISBN 4-86032-626-1
小説さかき傘、表紙しんたろー、挿絵華師。九条天音との甘い夏休みを描いたオリジナルエピソード。
関連書籍
- 『かみぱに! ビジュアルファンブック』

一迅社刊　2008年7月11日発売　ISBN 978-4-7580-1110-5
キャラクター紹介、ストーリー、販促イラスト、設定資料などを収録。表紙は瑞希と天音。

## 購入特典
- 予約キャンペーン特典：オリジナル原画設定資料集
- 初回限定版同梱特典：フルカラービジュアルブック
- ショップ特典
  - ソフマップ：等身大描き下ろし 三人娘ベッドシーツカバー（瑞希、天音、恵）+ドラマCD
  - メッセサンオー：「片瀬恵」等身大リバーシブル抱き枕カバー+ドラマCD
  - げっちゅ屋：描き下ろしテレカ+ドラマCD
  - ラオックスアソビットシティ：描き下ろしテレカ+ドラマCD
  - メディオ：描き下ろしテレカ+ドラマCD

## 予約キャンペーン店舗特典ドラマCD
- 『瑞希!　初めて大人の下着を買いにいくの巻〜ある意味一線を越えた、夏。えっちなぱんつ編〜』（ソフマップ特典）

兄を見返すために大人の下着を買いに瑞希は恵を誘い、さらに途中で加わった天音とともに下着ショップへ行く。登場人物は瑞希、恵、天音。
- 『突撃!　お風呂探訪　霧島さんちはぴんくの湯！』（メッセサンオー特典）

霧島家の立派な風呂に入ろうという入浴会。古依からもらったという入浴剤を天音が入れたことからとんでもないことに。登場人物は乃々香、恵、天音、瑞希。
- 『遠い記憶　ちっちゃいってことのステキ』（げっちゅ屋特典）

天音のからかいに古依の怒りが爆発。巻き込まれた恵とともに天音は子供にされてしまった。登場人物は古依、天音、恵、瑞希、乃々香。
- 『ワタシハアイノナンパセン―オトコって!!』（ラオックス特典）

愛梨のオススメにより、出会いを求めて海に行くことになった天音と乃々香。登場人物は天音、乃々香、愛梨、ヒカル。
- 『誕生日とエプロンとあたし　お兄ちゃんってほんとに…』（メディオ特典）

瑞希エンド後のストーリー。智之から瑞希への誕生日プレゼントはエプロン。目的は男の夢、裸エプロン。登場人物は瑞希、古依。